# أرت بروكس
أرت بروكس هو لاعب هوكي الجليد كندي، ولد في 29 مارس 1887 في جيلف في كندا، وتوفي في 29 مارس 1987.

## وصلات خارجية
- أرت بروكس على موقع دوري الهوكي الوطني (الإنجليزية)
- أرت بروكس على موقع قاعة مشاهير الهوكي (لاعب أن.إتش.أل) (الإنجليزية)
- أرت بروكس على موقع EliteProspects.com (الإنجليزية)